# Дубровка (Всеволожський район)
Дубровка (рос. Дубровка) — міське селище у Всеволожському районі Ленінградської області Російської Федерації.
Населення становить 7375 осіб. Належить до муніципального утворення Дубровське міське поселення.

## Історія
Від 1 серпня 1927 року належить до Ленінградської області.

## Населення
| 1838  | 1862  | 1885  | 1920  | 1923  | 1926  | 1932  |
| ----- | ----- | ----- | ----- | ----- | ----- | ----- |
| 168   | ↗222  | ↗250  | ↗999  | ↗1185 | ↗2070 | ↗4100 |
| 1933  | 1935  | 1939  | 1949  | 1959  | 1970  | 1979  |
| ↗7800 | ↘5700 | ↗9528 | ↘1084 | ↗5796 | ↗6505 | ↘6198 |
| 1989  | 1997  | 2002  | 2006  | 2009  | 2010  | 2012  |
| ↘6093 | ↘5800 | ↘5432 | ↘5300 | ↗5323 | ↗6693 | ↗6723 |
| 2013  | 2014  | 2015  | 2016  | 2017  | 2018  | 2019  |
| ↗7001 | ↗7099 | ↘6965 | →6965 | ↗7031 | ↗7139 | ↗7315 |
| 2020  |       |       |       |       |       |       |
| ↗7375 |       |       |       |       |       |       |